# コプロセッサ
コプロセッサあるいはコ・プロセッサ（英: coprocessor / co-processor）とは、中央処理装置（CPU）を補助するために搭載される、機能を特化させた補助的な処理装置。副処理装置あるいは補助プロセッサとも。

## 概要
CPUを補助するために搭載されるプロセッサ。システム全体の性能を向上させることを目的として搭載される。
CPUからの命令を受けて動作する。CPUとソフトウェアの組み合わせで処理しては時間がかかりすぎるような処理を、その処理に特化したコプロセッサにまかせて実行させることで、専用ハードウェアによる高速化すなわちハードウェアアクセラレーションが可能となる。
co + processorという構成の用語であり、「coprocessor」「co-processor」に限れば、接頭辞「co-」は「補助的」「副」という意味で使われている。

## 例
- FPU (Floating-point Processing Unit/Floating-Point Unit) - 浮動小数点演算処理装置
- GPU (Graphics Processing Unit) - 画像処理装置、並列処理全般用途（GPGPU）
- NPU (Neural network Processing Unit) - AIプロセッサ
- DSP (Digital Signal Processor) - デジタルシグナルプロセッサ
- MMU (Memory Management Unit) - メモリ管理ユニット
- I/O処理装置
- DMAコントローラ

## 接続形態
- 専用端子等による直接接続[要説明]
- 汎用I/O接続[要説明]
- 共有記憶[要説明]